# Битка при Каймакчалан
Битката при Каймакчалан е една от битките на Солунския фронт по време на Първата световна война (1915 – 1918). Участниците в битката са Кралство Сърбия и Царство България. Битката ще остане в историята с огромните жертви, които дава сръбската армия и с необичайната надморска височина, на която е водена битката.

## Ход на военните действия
На 30 август на Каймакчалан с цел укрепяване на позицията и изграждане на път от кота 1881 към село Петалино са изпратени 5 дружини – 11-и пехотен сливенски полк (командван от полковник Никола Христов) и 1-ва дружина от 46-и пехотен полк. Дейността се извършва под непрестанния огън от сръбската артилерия, вследствие на което до началото на самата битка на 12 септември 11-и пехотен полк дава 147 убити и 708 ранени. До започването на битката поради липса на тел и колове съоръженията не са завършени, но въпреки това на южния склон са изградени три реда отбранителни линии. Сръбската войска разполага с 50 тежки оръдия и множество минохвъргачки с които систематично обстрелва българските позиции при Каймакчалан, на които са разположените 5-те дружини с 4 батареи, които се бият срещу усилената Дринска дивизия.
Отбраната на Каймакчалан е възложена на командира на 1-ва бригада от 3-та пехотна балканска дивизия полковник Алекси Попов.
Сърбите започват обстрел по цялата позиция на 12 септември, като след масовия огън атакуват върха, като извършват три нощни атаки и успяват да преминат телените мрежи, но биват контраатакувани и отблъснати с големи загуби. На 15 септември се води силен пушечен и артилерийски огън и сърбите не успяват да напреднат. Частите им достигат подножието на връх Сокол, който е лявото прикритие на позицията на Каймакчалан, но са отблъснати. На 16 и 17 септември сърбите отново атакуват, като преминават през телените мрежи, но отново биват контраатакувани и отблъснати. На 16 септември сърбите достигат канарите на първия ред окопи, като носят със себе си минохвъргачки и планински оръдия. От българска страна има множество оглушали, онемели и полудели войници, а убитите са значителен брой. От 14 до 17 септември численият състав на 13-а рота от полка намалява от 204 на 54 войници.
На 18 и 19 септември Каймакчалан е подложен на непрестанен обстрел, от който излизат от строя всички ротни командири и почти половината от личния състав на 11-и пехотен полк.
На 19 септември сърбите успяват да превземат първата линия окопи, но понасят големи загуби, при опитите си да превземат и втората. С цел да облекчи българските войски отбраняващи се на Каймакчалан, които вече са загубили половината си състав, 8-а пехотна тунджанска дивизия предприема контраатака и хвърля в паника сърбите при Петорак. Това обаче не оказва влияние на военните действия при Каймакчалан. Към 20 ч. на 19 септември на позицията пристига новоназначеният началник на участъка полковник Стефан Богданов.
На 20 септември след артилерийска подготовка е извършена нова атака на върха, но е отбита от българските войски. На същия ден поради значително намаления числен състав на войските на помощ е изпратена още една дружина. Обстрелът на Каймакчалан продължава денонощно, а сръбските части не пестят снаряди, тъй като получават камиони от английския контингент и имат редовен превоз до фронтовата линия. Българската войска се снабдява със снаряди от село Градско, което е на 100 км. от фронта, по пътища в лошо състояние, след което до Каймакчалан са доставяни по кози пътеки, често носени на ръце, поради което снарядите се пестят. Същия ден 1-ва и 2-ра дружина (9 роти) от 43-ти пехотен полк получават заповед да заминат за укрепване на Каймакчаланската позиция.
На 23 септември сърбите отново атакуват върха и стигат до 50 крачки от позицията, но след контраатака са отхвърлени с големи загуби от тяхна страна. Нападението се подновява в 16 часа същия ден, но са ударени флангово от резервните войски и след големи загуби отново се оттеглят. След непрекъснат марш на 23 и 24 септември дружините на 43-ти полк пристигат на позицията.
На 24 септември цялата позиция е подложена на непрекъснат обстрел, като сърбите привличат допълнителни тежки батареи и започват да обстрелват фланга на 8-а пехотна тунджанска дивизия. На 25 септември под прикритието на артилерийски огън сръбските войски отново доближават българските позиции на 100 – 150 крачки.
На 27 септември българските войски разположени на Каймакчалан контраатакуват и изтласкват сърбите, които понасят големи загуби. В продължение на 3 дни сръбските батареи подлагат на непрестанен барабанен огън българската позиция на върха, от който обстрел оцеляват малцина. Към 30 септември, в една от дружините на 46-и пехотен полк остават едва 1 офицер и 86 войници, при численост около 13 офицера и 800 подофицера и войника. Положението в другите български части, отбраняващи върха е подобно.
На 30 септември в 13:30 часа сръбските части превземат Каймакчалан. Върхът заема ключово място в отбраната на българската войска и падането му, както и настъплението на сръбските части към Сталков гроб и френският натиск северно от Лерин принуждават 8-а пехотна тунджанска дивизия да се оттегли на линията с. Кенали – с. Брод – с. Петали – к. 1881. Превземането на върха повдига духа на сръбската армия, като съюзниците получават отличен наблюдателен пост от който се вижда цялото Битолско поле, до завоя на р. Черна, където тепърва предстоят да се водят боеве.
В тази епопея българската армия дава следните жертви: загинали 1876 войници, 51 офицери, ранени 5941 войници и 126 офицери. Загубите на 11-и пехотен сливенски полк, гръбнакът на българската отбрана на върха за периода от 11 септември до 1 октомври 1916 година, по релационните дневници са 23 убити офицери (+1 починал в болница), ранени офицери и офицерски кандидати 39, полудели 3, безследно изчезнал 1. Войници: ранени и контузени 1901, убити 524, безследно изчезнали 112, парализирани 7, оглушели и онемели 62, полудели 3, пленени 22. По списъка на загиналите във войната жертвите на 11 Сливенски полк са 29 офицери убити, войници – 529, ранени над 2000 души. Сърбите губят 5000 души главно поради българската артилерия.
В стратегически аспект битката не е голям успех на Антантата поради настъпващата зима, която прави почти невъзможно по-нататъшното настъпление.
Днес там има малка църква на връх Пророк Илия. Сръбските загинали са погребани в сръбското военно гробище в Солун. След войната на върха сърбите правят сръбска костница, в която полагат изровените кости на българските войници, погребани в района, обявявайки ги за сърби. Върхът често се посещава от туристи.

## Жертви
Загиналите от 43-ти полк са както следва: 26 офицери (11 на действителна служба, 15 запасни), 13 фелдфебели, 51 подофицери, 13 ефрейтори и 317 войници.
| Подразделение                               | Загинали войници | Загинали подофицери | Загинали офицери | Ранени войници | Ранени офицери |
| ------------------------------------------- | ---------------- | ------------------- | ---------------- | -------------- | -------------- |
| 11-и полк                                   | 529              | 29                  | 21               | 2000           | 2000           |
| 33-ти полк                                  | 69               | 6                   | 3                |                |                |
| 43-ти полк (25 септември – 4 октомври 1916) | 330              | 64                  | 26               |                |                |
| 45-и полк (от 23 септември)                 |                  |                     |                  |                |                |
| 46-и полк                                   |                  |                     |                  |                |                |
| 58-и полк                                   | 176              | 20                  | 4                |                |                |
| Общо                                        | 1876             |                     | 51               | 5941           | 126            |